# Palais Roumiantsev-Zadounaïsko
La palais Roumiantsev-Zadounaïsko (en ukrainien : Палац Рум'янцева-Задунайського, en russe : Вишенки (усадьба)) est un palais située entre les villages de  Vichenki et Tcherechenki, sur le bord de la Desna en Ukraine.

## Histoire
Il était la demeure de Piotr Alexandrovitch Roumiantsev qui, amateur d'architecture aimait à donner à ses habitations un aspect particulier. Il a été érigé entre 1782 et 1787 pour le voyage de Catherine II vers la Crimée. En 1841 le comte Alexandre Dolgoroukov y naquit. Il est en forme de fer à cheval, son cœur avec ses deux tours crénelées et deux ailes avec une forme d’alcôve.

## En images

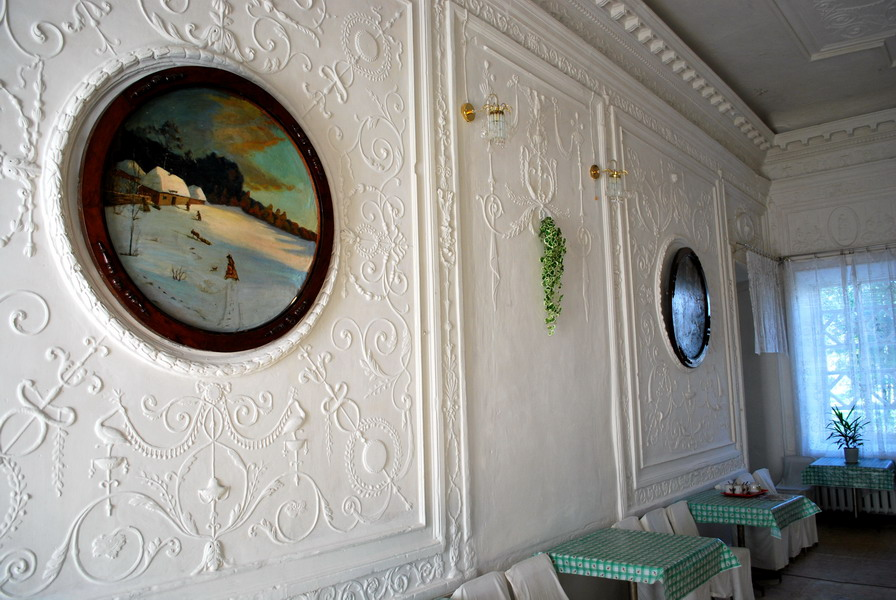
Son intérieur,
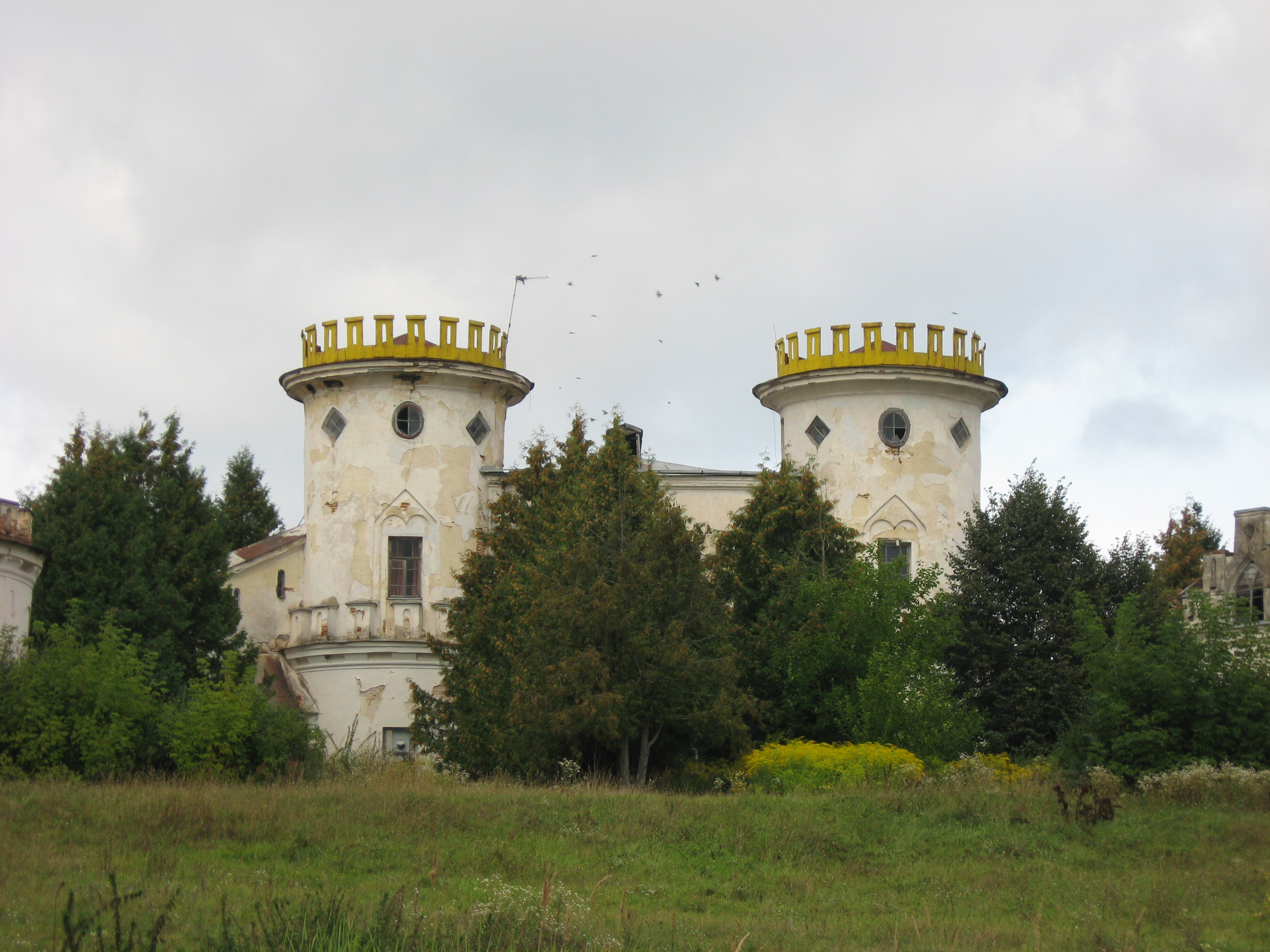
Ses tours.